# Crotaphopeltis hotamboeia
Espèce
Synonymes
- Coronella hotamboeia Laurenti, 1768
- Crotaphopeltis bicolor (Leach, 1819)
- Leptodira rufescens Gmelin, 1789
- Dipsas inornatus Smith, 1849
- Tarbophis barnum-browni Bogert, 1940

Crotaphopeltis hotamboeia est une espèce de serpents de la famille des Colubridae.

## Répartition
Cette espèce se rencontre sur un large territoire couvrant une grande partie de l'Afrique subsaharienne : Afrique du Sud, Bénin, Botswana, Burkina Faso, Burundi, Cameroun, Côte d'Ivoire, Érythrée, Éthiopie, Gabon, Gambie, Ghana, Kenya, Liberia, Malawi, Mali, Mozambique, Ouganda, République centrafricaine, République démocratique du Congo, République du Congo, Rwanda, Sénégal, Somalie,
Swaziland, Tanzanie, Zambie, Zimbabwe.

## Description

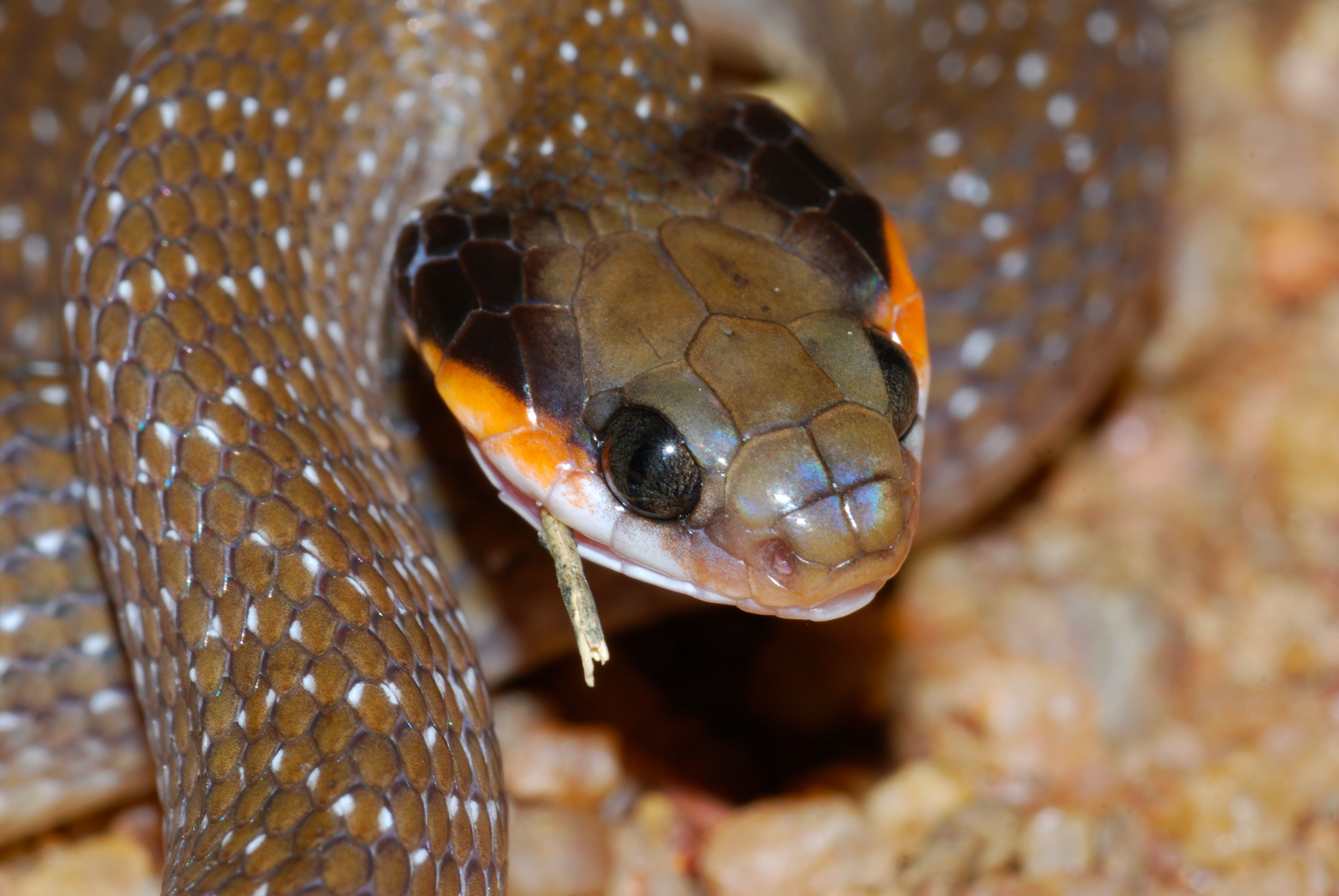

Crotaphopeltis hotamboeia présente un dos gris, brun, olive ou noir, habituellement marqué de taches blanches formant, chez les juvéniles et les jeunes adultes, des bandes transversales. Les côtés de la tête sont marqués de noir, noir-bleuté ou noir-violacé. Cette tache peut s'étendre vers l'arrière pour encercler l'occiput. Sa face ventrale est blanche, crème ou brun pâle, rarement pigmentée de sombre.

## Publication originale
- Laurenti, 1768 : Specimen medicum, exhibens synopsin reptilium emendatam cum experimentis circa venena et antidota reptilium austriacorum, Vienna Joan Thomae, p. 1-217 (texte intégral).